# Madame Bérard
'Madame Bérard' est un cultivar de rosier obtenu en 1872 par le rosiériste lyonnais Antoine Levet. Il est issu du croisement 'Madame Falcot' (Guillot, 1858) x 'Gloire de Dijon' (Jacotot, 1850). Il était aussi cultivé à la fin du XIXe siècle et à la Belle Époque pour le forçage en serre.

## Description
Ce petit rosier grimpant épineux, au feuillage vert moyen, peut s'élever à 3 mètres. Il présente de grandes fleurs pleines et parfumées, au coloris jaune chamoisé aux nuances cuivrées très délicates. La floraison est fort remontante,.
Il s'agit d'un grimpant rustique qui croît énergiquement et dont la zone de rusticité est de 6b à 9b, donc résistant au froid à -20°. Il est dédié à l'épouse d'un ami lyonnais de l'obtenteur, mère du futur chirurgien Léon Bérard et du futur ambassadeur Victor Bérard.

## Descendance
'Madame Bérard' a servi à l'hybridation de nombreuses variétés dont 'Reine Marie-Henriette' (Levet, 1875) par croisement avec 'Général Jacqueminot' (Roussel, 1853) ; le fameux 'Madame Eugène Verdier' (Levet, 1882) par croisement avec 'Madame Falcot' (Guillot, 1858) ; 'Madame Chauvry' (Bonnaire, 1883) par croisement avec 'William Allen Richardson' (Veuve Ducher, 1878), 'Parc de Maupassant' (Massad, 2007) par croisement avec Rosa filipes.